# Giovanni Battista Canaveri
Pour les articles homonymes, voir Canaveri.
Giovanni Battista Canaveri parfois francisé en Jean-Baptiste Canaveri (ou Canavery), né le 25 septembre 1753 à Borgomaro alors en royaume de Sardaigne et mort le 11 janvier 1811 à Verceil au Piémont est un prélat, évêque de Verceil et de Bielle. Il est également le premier aumônier de Madame Mère et baron d'Empire.

## Biographie
Giovanni Battista Canaveri né à Borgomaro en Ligurie descend d'un éminente famille de Nice son père était avocat et était le maire de la commune de Borgomaro. 
Il est diplômé en théologie à université de Turin le 23 décembre 1773. Entré à l'Oratoire de Saint Philippe Neri, il est ordonné prêtre le 21 septembre 1776 et incardiné à l'archidiocèse de Turin.
Vers 1787, son nom apparaît parmi les sympathisants du mouvement anti-janséniste Amitiés chrétiennes du père Diessbach, SJ. Confesseur de la princesse Marie-Félicité de Savoie, fille du roi Charles-Emmanuel III de Sardaigne, il l'exhorte à fonder une maison de repos pour les veuves de la noblesse, maison dont il exerce la direction.
Le 24 juillet 1797, il est nommé évêque de Bielle et le 6 août suivant, il est consacré à Rome par le cardinal Hyacinthe-Sigismond Gerdil, qui avait pris part à la rédaction de la bulle Auctorem fidei du pape Pie VI, condamnant le jansénisme. Le 18 août, c'est le chanoine Giuseppe Antonio Gromo qui prend en son nom et par procuration, possession de la cathédrale de Bielle où lui-même fait son entrée le 26 novembre suivant.
Dans la période troublée marquée par l'occupation française et l'instauration de la République piémontaise en 1798, la restauration monarchique l'année suivante, le retour des Français en juin 1800 et finalement l'annexion du Piémont à la France en 1802, Mgr Canaveri s'efforce d'obtenir de ses diocésains le respect de l'autorité civile, quelle qu'elle soit. 
Son attitude, dictée en partie par des raisons d'opportunité, est également inspirée par son aversion pour les jacobins ce qui explique qu'il accepte sans difficulté le gouvernement du Premier Consul. Et dans ces lettres pastorales du 29 septembre 1801 et du 4 vendémiaire an XI, il menace d'abord de suspense a divinis les prêtres anti-français puis se prononce pour l'annexion, suscitant la désapprobation de son clergé. Néanmoins, il obtient ainsi la confiance du ministre des cultes, Jean-Étienne-Marie Portalis. 
Le 1er juin 1803, le diocèse de Biella est supprimé. Canaceri se rend à Paris où il devient membre du conseil de la Grande Aumônerie de l'empereur et premier aumônier de Letizia Bonaparte, mère de l'empereur, ce qui atteste de la faveur gagnée auprès des autorités françaises. 
Le 1er février 1805, il est nommé évêque de Verceil, siège auquel Bielle avait été rattaché. Après cette nomination, il effectue de fréquents voyages à Paris. En février 1808, il est nommé baron d'Empire.
Dans le même temps, cherchant à conserver les faveurs impériales en appuyant la politique de Napoléon, notamment en ce qui concerne la conscription obligatoire. Il assiste au second mariage de l'empereur, ce que 14 cardinaux refusent de faire, prouvant ainsi sa docilité envers Napoléon. De même, la nomination de son vicaire général, le fébronianiste Carlo Felice Busca della Rocchetta, va dans le sens des autorités politiques.
Ce lien avec la cour impériale contraint Canaveri à une délicate prise de position dans le conflit qui opposa Napoléon au pape Pie VII à partir de 1806 et qui culmina avec l'excommunication de l'empereur le 10 juin 1809. Il choisit une fois encore la fidélité à l'empire et fait partie d'un groupe restreint d’ecclésiastiques convoqués par Napoléon pour réagir à cette excommunication, en appelant à l'Église gallicane. Canaveri propose alors la constitution d'un concile national pour avaliser les nominations épiscopale faites par l'empereur et refusées par le Saint-Siège. 

## Sources
- (it) Angelo Stefano Bessone, Il giansenismo nel Biellese, Biella, coll. « Centro studi biellesi », 1976, p. 155-174